# Aphaenogaster punctaticeps
Aphaenogaster punctaticeps is een mierensoort uit de onderfamilie van de Myrmicinae. De wetenschappelijke naam van de soort is voor het eerst geldig gepubliceerd in 1989 door Mackay.